# Bas van Fraassen
Bastiaan Cornelis van Fraassen (ur. 5 kwietnia 1941 w Goes, w Holandii) – amerykański filozof pochodzenia holenderskiego, autor wpływowych prac z filozofii nauki i logiki, twórca pojęcia konstruktywnego empiryzmu (omówionego w jego najbardziej znanej publikacji, The Scientific Image z 1980).

## Życiorys
Licencjat uzyskał w 1963 na Uniwersytecie Alberty, zaś tytuł Master of Arts 1964) oraz doktorat z filozofii (1966, pod kierunkiem Adolfa Grünbauma) na Uniwersytecie Pittsburskim.
W 1965 przeprowadził się wraz z rodziną do Kanady. Od 1982 był wykładowcą Uniwersytetu w Princeton. Przed objęciem katedry w Princeton wykładał również na Uniwersytecie Yale, Uniwersytecie Karoliny Południowej, a także na Uniwersytecie w Toronto.
W książce Laws and Symmetry (wydanej w 1989) van Fraassen próbował zbudować podstawy dla wyjaśnienia zjawisk fizycznych bez przyjmowania założenia, że takie zjawiska powodowane są przez reguły czy prawa, które określa się jako powodujące lub wpływające na ich zachowanie. Van Fraassen miał również duży wpływ na rozwój filozofii fizyki kwantowej, logiki filozoficznej i epistemologii.
Głównym krytykiem van Fraassena jest Paul Churchland, który w eseju „The Anti-Realist Epistemology of Bas van Fraassen’s The Scientific Image” (Antyrealistyczna epistemologia The Scientific Image Basa van Fraassena) skontrastował ideę nieobserwowalnych fenomenów van Fraassena z ideą jedynie niezaobserwowanych fenomenów. Churchland skrytykował również inne teorie filozofa.
Bas van Fraassen jest laureatem Nagrody Lakatosa z 1986, za swój wkład w filozofię nauki.
Van Fraassen deklaruje się jako katolik.

## Lista publikacji
- 2008: Scientific Representation: Paradoxes of Perspective, Oxford University Press.
- 2003: Possibilities and Paradox (razem z JC Beall), Oxford University Press.
- 2002: The Empirical Stance, Yale University Press.
- 1991: Quantum Mechanics: An Empiricist View, Oxford University Press.
- 1989: Laws and Symmetry, Oxford University Press.
- 1980: The Scientific Image, Oxford University Press.
- 1972: Derivation and Counterexample: An Introduction to Philosophical Logic (razem z Karelem Lambertem), Dickenson Publishing Company, Inc.
- 1971: Formal Semantics and Logic, Macmillan, New York.
- 1970: An Introduction to the Philosophy of Time and Space, Random House, New York.